# Cañón M1 76 mm
El M1 76 mm fue un cañón de tanque estadounidense de la Segunda Guerra Mundial, desarrollado por el Departamento de Artillería de los EE. UU. en 1942 para reemplazar al cañón de 75 mm en el tanque medio M4. También se usó para armar el cazacarros M18 Hellcat.
Aunque el cañón fue probado a principios de agosto de 1942 y clasificado el 17 de agosto de 1942, no fue sino hasta agosto de 1943 que el Departamento de Artillería desarrolló un afuste para el tanque M4 que las fuerzas blindadas aceptarían. No fue aceptado para combate hasta julio de 1944. En enero de 1943, se tomó la decisión de montar el M1 76 mm en el vehículo que se convertiría en el M18 Hellcat. En mayo de 1944, estaba siendo probado en combate como el T70.

## Diseño y desarrollo
Se previó el desarrollo de una arma mejor que el cañón de 75 mm antes de que el Ejército estadounidense tuviese experiencia en combate con tanques alemanes dotados de mayor blindaje. Las especificaciones militares originales del 11 de septiembre de 1941 para el tanque M4 permitieron el montaje de numerosas armas, incluido el cañón de 3 pulgadas. Los primeros ejemplares del arma que se convertiría en el cañón M1 76 mm estaban siendo evaluados en agosto de 1942, mientras que Estados Unidos no entró a la guerra terrestre en la región europea/africana hasta la Operación Torch en noviembre de 1942.
El cañón de 3 pulgadas se consideraba demasiado pesado, con sus aproximadamente 900 kg. Se usaron nuevos aceros más fuertes para crear un cañón que pesaba unos 540 kg. Era un cañón nuevo con una recámara similar a la del cañón M3 75 mm, pero con una caña de nuevo diseño (cañón y recámara) para acomodar un nuevo proyectil. Disparaba los mismos proyectiles que el cañón M7 de 3 pulgadas (76 mm) que estaba montado en el cazacarros M10 "Wolverine" y el cañón antitanque M5 de 3 pulgadas, pero desde una vaina diferente. La designación de "76 mm" fue elegida para ayudar a evitar la confusión en el suministro de munición entre ambos cañones. El M1 76 mm también se distinguía por el hecho que los modelos sucesivos fueron equipados con un freno de boca y un estriado del ánima con mayor tasa de rotación.
El Terreno de pruebas de Aberdeen comenzó las evaluaciones de los primeros cañones de prueba designados T1 alrededor del 1 de agosto de 1942. Los primeros cañones de prueba tenían un calibre de 57 mm y cuando se probaron en un tanque M4 Sherman, se descubrió que su larga caña producía problemas de equilibrio. Se produjo otro cañón de prueba T1 con el caña acortada y un contrapeso añadido a la recámara para mejorar el equilibrio. La reducción en la longitud de 38 centímetros no redujo su desempñeo; la penetración era la misma que la del cañón de 3 pulgadas.
Para el 17 de agosto, el Departamento de Artillería había clasificado el cañón de prueba más corto como el M1 76 mm y estableció el precedente para la designación de tanques M4 armados con el cañón para incluir "(76M1)".
Las pruebas del cañón M1 de serie revelaron que el cañón con su contrapeso tenía problemas de bloqueo al tratar de girar la torreta cuando el tanque se hallaba detenido en un ángulo pronunciado. Se añadió una caja de almacenamiento de 360 kg a la parte posterior de la torreta para mejorar el equilibrio, con evaluaciones realizadas a principios de 1943 y el informe final presentado en abril de 1943. Esto funcionó, pero fue rechazado por las Fuerzas Blindadas debido a que la torreta era estrecha.
Se encontró un montaje más satisfactorio en agosto de 1943 al utilizar el diseño de la torreta del tanque T23 en el chasis del M4 para transportar el cañón de 76 mm. Se creó la versión M1A1 76 mm del cañón, que tenía una superficie de retroceso más larga para ayudar también con el equilibrio al permitir la ubicación de los pivotes más adelante.

## Aceptación para la producción por las fuerzas blindadas
En agosto de 1943, el tanque M4 del Departamento de Artillería armado con un M1 76 mm en la torreta T23 modificada finalmente estaba listo para entrar en producción. Las fuerzas blindadas hicieron una propuesta para un lote inicial de 1000 tanques que serían probados en combate y, si eso era exitoso, entonces toda la capacidad de fabricación del tanque M4 se dedicaría al cañón de 76 mm, pero esto se cambió a una proporción que equiparía 1/3 de los tanques M4 con dicho cañón.
La propuesta de producción formaba parte de un memorando en septiembre de 1943 que señalaba varios defectos del cañón que lo hacía menos deseable para su uso a bordo del tanque: su fogonazo, el proyectil de alto poder explosivo, manipulación y almacenamiento de municiones. En resumen, el M1 76 mm ofrecía unos 25 mm adicionales de penetración de blindaje para una posible pérdida de un poco de potencia de fuego de ataque terrestre. Durante una reunión que tuvo lugar en abril de 1944, se discutió la asignación de los primeros tanques M4(76M1) de serie recibidos en Gran Bretaña a las unidades, una presentación que comparaba al M1 76 mm con los cañones 75 mm trató puntos similares, añadiendo que el M1 76 mm era más preciso y no tenía un proyectil fumígeno adecuado.

### Fogonazo
El M1 76 mm oscurecía el blanco con humo y polvo. Esto podía evitar que el artillero vea dónde impacto el proyectil.
El Departamento de Artillería redujo la cantidad de humo mediante el uso de una cápsula fulminante larga, que ofrecía una combustión más completa de la carga propulsora antes que el proyectil abandone el cañón. La munición revisada comenzó a suministrarse para su uso en agosto de 1944.
A los cañones de producción posterior se les roscó sus bocas para instalar un freno de boca que redirigía el fogonazo hacia la izquierda y hacia la derecha (M1A1C y M1A2). Esto fue probado en enero de 1944, autorizado en febrero de 1944 y la producción empezó en junio de 1944. Los roscados de aquellos cañones sin freno de boca fueron cubiertos por un protector.
Para aquellos vehículos cuyos cañones no tenían freno de boca, una vez que la Fuerza Blindada comenzó a aceptar los M4 con nuevo cañón, se recomendaba que los comandantes de tanques permanecieran fuera del tanque y "observen" el impacto de los proyectiles para guiar al artillero.

### Capacidad de emplear proyectiles de alto poder explosivo
La situación con el proyectil de alto poder explosivo era que el proyectil M42 de 3 pulgadas para el cañón de 76 mm llevaba una carga explosiva aproximadamente 0,41 kg, mientras que el proyectil M48 del cañón de 75 mm transportaba 0,68 kg. Los tanquistas empleaban más proyectiles de alto poder explosivo que antiblindaje, con una proporción de aproximadamente 70 % HE, 20 % AP y 10 % fumígenos en general. La proporción podría variar por unidad: del 3 de agosto al 31 de diciembre de 1944, el 13° Batallón Blindado disparo 55 proyectiles antiblindaje M62 APC-T frente a 19 634 proyectiles de alto poder explosivo M42.

### Proyectil fumígeno
El proyectil fumígeno M88 para el M1 76 mm ofrecía una "cortina" de humo. Los tanquistas descubrieron que el proyectil fumígeno M64 WP (White Phosphorus; Fósforo Blanco) de 75 mm no solo era útil para proporcionar cobertura de humo, sino también para atacar objetivos, inclusive tanques enemigos. Algunas unidades equipadas con el M1 76 mm prefirieron mantener un tanque armado con cañón de 75 mm a mano para proporcionar el proyectil M64 WP.

### Tamaño del proyectil
Se pensó que el más largo y pesado M1 76 mm podría obstaculizar su manejo dentro de la torreta del tanque, reduciendo la cadencia de disparo. Esto pudo haber sido más preocupante de lo que se pensaba: el 22 de abril de 1945, un tanque M4 con cañón de 76 mm se encontró a un vehículo extraño y el "... 76 rugió dos veces en rápida sucesión ..." añadiendo un automóvil de reconocimiento británico (esperando emboscar a los transeúntes) a la lista de bajas del tanque antes (como afirmó el artillero británico) "... pudiese poner mi mano en el gatillo".
También se pensó que el más largo M1 76 mm reduciría la capacidad de munición. El M1 76 mm fue probado por primera vez en el tanque de serie M4A1 que transportaba 90 proyectiles de 75 mm, mientras que la mayoría de los otros modelos llevaban 97 proyectiles de 75 mm. El proyectil de 76 mm redujo esto a 83 proyectiles. A fines de 1943, el Ejército había adoptado el sistema de almacenamiento húmedo para reducir los incendios y para el cañón de 76 mm esto proporcionó 71 proyectiles, mientras que el de 75 mm podía transportar 104 proyectiles. El almacenamiento depende de la organización: el T72 Gun Motor Carriage, diseñado para montar el M1 76 mm en el chasis del M10 "Wolverine" dentro de una torreta T23 aligerada para la misión, transportaba 99 proyectiles (pero no en almacenamiento húmedo).

## Variantes
- T1: Originalmente un cañón con caña de 57 calibres,[7] reducida a 52 calibres después de las pruebas en un esfuerzo para mejorar el equilibrio[13]
- M1: versión del cañón con caña de 52 calibres adoptada para su uso[1]
- M1A1: M1 con superficie de retroceso más larga para permitir que se monte en pivotes situados 30 cm más adelante[17]
- M1A1C: M1A1 con boca roscada para freno de boca[23]
- M1A2: M1A1C con un paso de estrías cambiado de 1:40 calibres a 1:32 calibres[36]

Se probó un freno de boca en enero de 1944, autorizado en febrero de 1944 y cuya producción empezó en junio de 1944. No todos los cañones fueron equipados con estos. Los roscados de aquellos cañones sin freno estaban cubiertos por un protector visible en muchas imágenes.

## Munición
Mientras que el M1 76 mm tenía un menor desempeño disparando proyectiles HE y fumígenos que los cañones de 75 mm, la velocidad más alta del M1 76 mm ofreció un mejor desempeño antitanque, con poder de fuego similar a muchos de los vehículos de combate blindados que encontró, particularmente el tanque Panzer IV y los cañones de asalto StuG. Utilizando el proyectil antiblindaje M62 APC, el M1 76 mm penetraba 109 mm de blindaje a 0° de oblicuidad a 1000 m, con una velocidad de boca de 792 m/s. El proyectil HVAP fue capaz de penetrar 178 mm a 1000 m, con una velocidad de boca de 1036 m/s.
| Proyectil     | Proyectil completo | Peso del obús | Carga explosiva/núcleo | Velocidad de boca | Alcance  |
| ------------- | ------------------ | ------------- | ---------------------- | ----------------- | -------- |
| M42A1 HE      | 10,03 kg           | 5,84 kg       | 0,39 kg                | 820 m/s           | 13.400 m |
| M79 AP        | 11 kg              | 7 kg          | 0,065 kg               | 790 m/s           | 14.700 m |
| M62A1 APC     | 11,14 kg           | 6,8 kg        | Ninguno                | 790 m/s           | 11.680 m |
| M88 Humo      | 6,09 kg            | 3,4 kg        | 1,5 kg                 | 270 m/s           | 1.800 m  |
| T4 (M93) APCR |                    | 3,4 kg        | 1,8 kg                 | 1.000 m/s         |          |

El proyectil de alto poder explosivo M42A1 contenía una carga explosiva de 0,39 kg TNT o una mezcla de 0,39 kg de 0,036 kg de TNT fundido y 0,35 kg de 50/50 Amatol. Existía una carga reducida con una velocidad de 470 m/s y un alcance de 8051 m.
El proyectil antiblindaje estándar era el M62A1 APC, que era de diseño APCBC.
El proyectil estándar sustituto M79 APC era macizo, no tenía carga explosiva, cubierta balística o perforante.
El proyectil fumígeno M88 contenía una carga de H.C. Basado en un diseño británico, fue concebido para proporcionar una "cortina" de humo de liberación lenta frente al proyectil explosivo de fósforo blanco disponible para el cañón de 75 mm y otros cañones diseñados originalmente para detectar proyectiles de artillería, pero que también podrían causar quemaduras incapacitantes.

## Alternativas al M1 76 mm
El M1 76 mm fue un proyecto iniciado por el propio Departamento de Artillería. Varias entidades sugirieron otras opciones de cañones que no fueron tomadas en cuenta.
- En octubre de 1942, el Laboratorio de Investigación Balística con sede en Aberdeen sugirió que la investigación comience con dos opciones: (1) armar el tanque medio M4 Sherman con un cañón de 90 mm (si es necesario alterando la vaina del proyectil y el cañón) y (2) diseñar un cañón de 3 pulgadas que dispare un proyectil de 6,8 kg a 915 m/s.[40]
- La Junta Blindada (el centro de evaluación de las Fuerzas Blindadas en Fort Knox)[21] sugirió la producción de 1000 tanques medios M4 armados con cañones de 90 mm en el otoño de 1943.[40]
- Los británicos mostraron interés en montar su cañón de 17 libras en el tanque M4 en agosto de 1943, ofreciendo una asignación mensual de 200 cañones y municiones, que podría comenzar tres meses después de la aceptación.[41] Para cuando Estados Unidos retomó esto en 1944, los británicos estaban demasiado ocupados con sus propias conversiones, lo que dio lugar al Sherman Firefly.[42] Algunas conversiones destinadas para el Ejército estadounidense se llevaron a cabo en 1945, pero no entraron en combate.[43]

## Servicio estadounidense

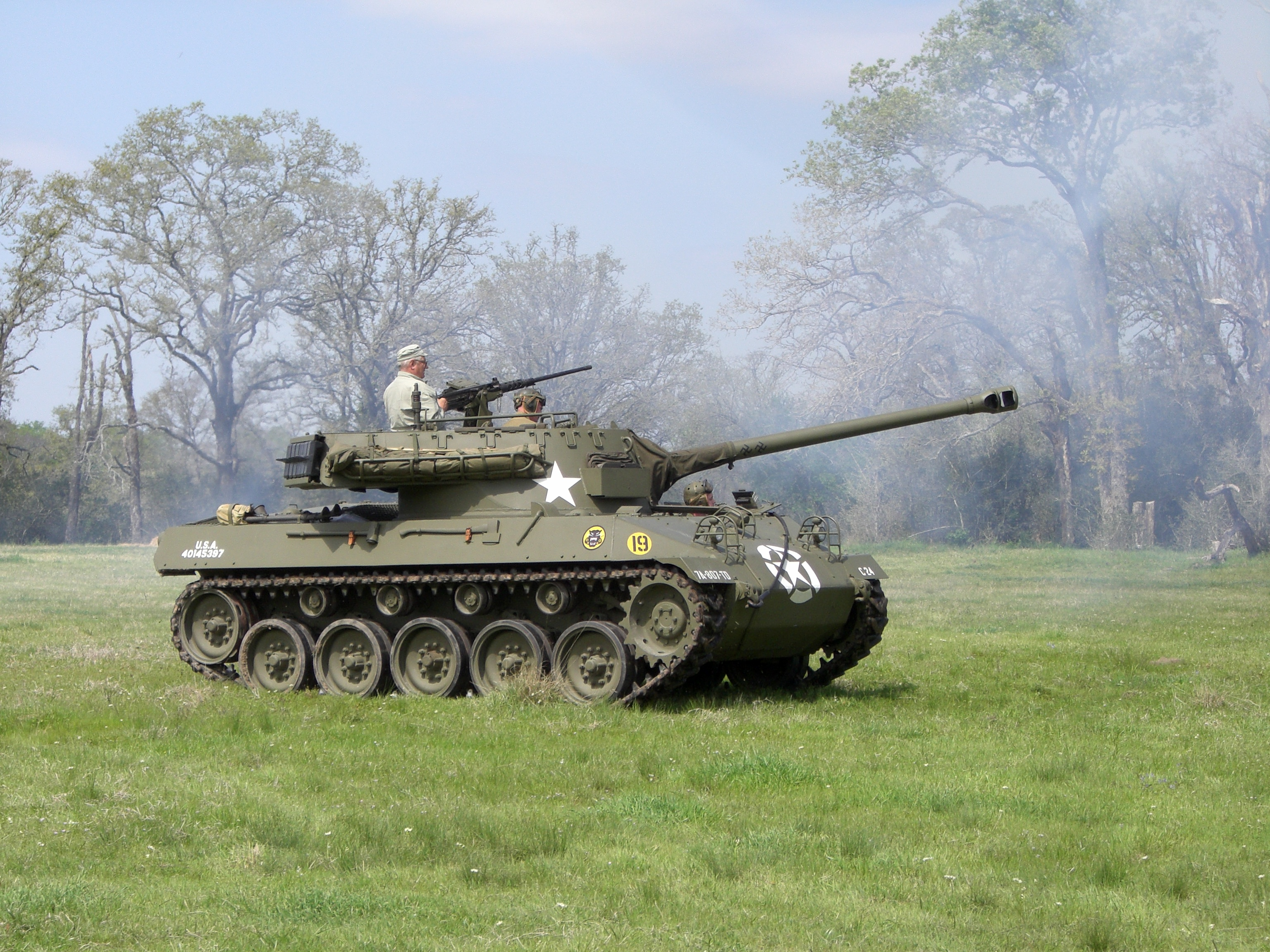
Se trata de un M18 Hellcat de propiedad privada, en condiciones operativas razonables. Tomé esta fotografía en la jornada de puertas abiertas/recreación del Museo del GI Americano de 2007.

El M1 76 mm fue empleado por primera vez con un lote de prueba del cazacarros M18 Hellcat en Italia en mayo de 1944, bajo su número de desarrollo T70. Solo Estados Unidos empleó el M18. El moderado desempeño del cañón de 76 mm para los estándares de 1944 fue una de las tres razones por las que los planes para la producción de M18 se redujeron de 8986 a 2507, de los cuales 650 fueron transformados en vehículos utilitarios sin armamento. Se realizó un experimento de montaje con la torreta de un M36 "Jackson" con el cañón de 90 mm en un M18 para proporcionar más potencia de fuego que el cañón de 76 mm.
Los primeros tanques M4 armados con cañones de 76 mm destinados para combate, se produjeron en enero de 1944. Los tanques equipados con el cañón comenzaron a llegar a Gran Bretaña en abril de 1944. El problema con el fogonazo del cañón no había sido abordado y los comandantes de alto nivel tenían dudas sobre el uso, y mucho menos la necesidad, de la nueva arma. El cañón M3 75 mm de velocidad media, que armó por primera vez el M4 Sherman estándar, era bastante capaz de lidiar con la mayoría de los vehículos blindados alemanes que se encontraron en 1942 y 1944 y tenía una mejor capacidad de disparo y menos problemas con el fogonazo del cañón. No fue sino hasta julio de 1944 que se convocó a los M4 armados con los cañones de 76 mm en Francia después de pérdidas inesperadamente altas por unidades de tanques estadounidenses y la llegada de numerosos tanques Panther en el sector estadounidense del frente.
El suministro de los tanques armados con cañones de 76 mm se retrasaron de tal forma que, para enero de 1945, constituían solo el 25 % de los tanques en Europa. Algunas unidades planearon reemplazar los cañones de 75 mm de sus tanques con el M1 76 mm, empleando un contrapeso soldado a la parte posterior de la torreta para equilibrarlo. Se construyó un prototipo, pero se incrementó el suministro de tanques equipados de fábrica con el M1 76 mm y el proyecto cesó.
Los tanques M4 armados con cañones de 75 mm nunca fueron completamente reemplazados durante la guerra, y algunas unidades en Europa aún tenían una mezcla de 50/50. Las unidades desplegadas en Italia aceptaron rápidamente al M4 con cañón de 76 mm, pero nunca fueron suministrados en las cantidades que se deseaban. Las unidades estadounidenses en el Frente del Pacífico se basaban principalmente en el M4 con cañón de 75 mm. El M18 armado con cañón de 76 mm fue empleado en el Frente del Pacífico durante las fases finales de la guerra.
Hacia finales de la década de 1950, más de 500 tanques M4A3E8 con cañón de 76 mm estaban destacados en Corea del Sur. Estos Sherman con cañón de 76 mm participaron en la Guerra de Corea y al tener tripulaciones más entrenadas y mejores miras ópticas, tuvieron pocas dificultades en poner fuera de combate a los T-34/85 norcoreanos disparando proyectiles HVAP, que habían sido suministrados en grandes cantidades a las unidades blindadas. Algunos M4 y M18 con cañón de 76 mm fueron distribuidos a diversos países después de la guerra. A veces, el M1 76 mm era reemplazado por un cañón más poderoso.